# جایزه تمشک طلایی بدترین فیلم
جایزه تمشک طلایی بدترین فیلم (انگلیسی: Golden Raspberry Award for Worst Picture) جایزه‌ای که به بدترین فیلم هر سال اهدا می‌شود.

## جایزه‌ها و نامزدها

### دهه۲۰۱۰
- ۲۰۱۰: آخرین هواشکن—پارامونت پیکچرز، نیکلودئون—فرانک مارشال (تهیه‌کننده), کاتلین کندی (تهیه‌کننده), سم مرسر، ام. نایت شیامالان
  - شکارچی جایزه‌بگیر—کلمبیا پیکچرز—نیل اچ. موریتز
  - سکس و شهر ۲—نیو لاین سینما، اچ‌بی‌او فیلمز، ویلیج رودشو پیکچرز—مایکل پاتریک کینگ، جان ملفی، سارا جسیکا پارکر، دارن استار
  - گرگ و میش: کسوف—سامیت انترتینمنت—ویک گادفری، کارن روزنفلت
  - ومپایر مزخرف—فاکس قرن بیستم—جیسون فری برگ، پیتر سفرن، آرن سلتزر
- ۲۰۱۱: جک و جیل—کلمبیا پیکچرز—تد گارنر، , آدام سندلر
  - باکی لارسون: تولد برای ستاره بودن—کلمبیا پیکچرز—بری برناردی، آلن کاورت، دیوید درفمن، جک جیاراپوتو
  - شب سال نو—برادران وارنر، نیو لاین سینما—مایک کارز، گری مارشال، وین الان ریس
  - تبدیل‌شوندگان: نیمه تاریک ماه—پارامونت پیکچرز—لورنزو دی بوناونتورا، یان برایس، تام دی‌سانتو، دن مورفی
  - گرگ و میش: سپیده‌دم - قسمت اول—سامیت انترتینمنت—, استفانی مایر،
- سی و سومین دوره جوایز تمشک طلایی: گرگ و میش: سپیده‌دم - قسمت دوم—سامیت انترتینمنت— ویک گادفری , استفانی مایر، کارن روزنفلت
  - نبردناو (فیلم)—یونیورسال استودیوز—سارا اوبری، پیتر برگ، Brian Goldner, دانکان هندرسون، Bennett Schneir, اسکات استوبر
  - اوگیلاوها در ماجرای بادکنک بزرگ—لاینزگیت فیلمز، Romar Entertainment, Kenn Viselman Presents—گایل دیکی، کن ویسلمن
  - اون پسر منه—کلمبیا پیکچرز—آلن کاورت، جک جیاراپوتو، هیتر پری، آدام سندلر
  - هزار کلمه (فیلم)—پارامونت پیکچرز، دریم‌ورکس—نیکلاس کیج، آلن شابات، استفانی دانان، Norman Golightly, برایان رابینز، Sharla Sumpter Bridgett
- ۲۰۱۳: فیلم ۴۳—رلتیویتی مدیا-پیتر فارلی، Ryan Kavanaugh, جان پنوتی، چارلز بی وسلر
  - پس از زمین—کلمبیا پیکچرز—جیمز لاسیتر، کالیب پینکت، جیدا پینکت اسمیت، ام. نایت شیامالان، ویل اسمیت، جیدن اسمیت
  - بزرگ‌شده‌ها ۲—کلمبیا پیکچرز—جک جیاراپوتو، آدام سندلر
  - رنجر تنها (فیلم ۲۰۱۳)—والت دیزنی پیکچرز—جری بروکهایمر، گور وربینسکی
  - یک کریسمس مدیایی—لاینزگیت—Ozzie Areu, مت مور، تایلر پری
- ۲۰۱۴: نجات کریسمس—ساموئل گلدوین—دارن دوان، رافی هنلی، آماندا رزر، دیوید شانون
  - جا مانده (فیلم ۲۰۱۴)—فری استایل، انترتینمنت وان— مایکل واکر، پائول لالونده
  - افسانه هرکول—سامیت انترتینمنت—بوعز دیویدسون، رنی هارلین، Danny Lerner, Les Weldon
  - لاک‌پشت‌های نینجای نوجوان جهش‌یافته (فیلم ۲۰۱۴)—پارامونت پیکچرز، نیکلودئون موویز، پلاتینوم دونس—مایکل بی، یان برایس، اندرو فرم، بردلی فولر، اسکات مد نیک، گالن واکر
  - تبدیل‌شوندگان: عصر انقراض—پارامونت پیکچرز—یان برایس، تام دی‌سانتو، لورنزو دی بوناونتورا، دن مورفی
- ۲۰۱۵: چهار شگفت‌انگیز (فیلم ۲۰۱۵)—فاکس قرن بیستم—سیمون کینبرگ، متیو وان، Hutch Parker, Robert Kulzer, گرگوری گودمن
پنجاه طیف خاکستری (فیلم)—یونیورسال استودیوز، فوکس فیچرز—مایکل دلوکا، دانا برونتی، ای. ال. جیمز
  - صعود ژوپیتر—برادران وارنر—گرنت هیل، واچوفسکی‌ها
  - پل بلارت: پلیس بازار ۲—کلمبیا پیکچرز—تاد گارنر، کوین جیمز، آدام سندلر
  - پیکسل‌ها (فیلم ۲۰۱۵)—کلمبیا پیکچرز—آدام سندلر، کریس کلمبوس (فیلم‌ساز), مارک ردکلیف، آلن کاورت
- ۲۰۱۶: آمریکای هیلاری: تاریخ پنهان حزب دموکرات—Quality Flix—جرالد آر. مولن
  - بتمن در برابر سوپرمن: طلوع عدالت—برادران وارنر—چارلز روون، دبورا اسنایدر
  - بابابزرگ کثیف—لاینزگیت—بیل بلاک، مایکل سیمکین، جیسن برت، بری جوزفسون
  - خدایان مصر (فیلم)—سامیت انترتینمنت— Basil Iwanyk , الکس پرویاس
  - روز استقلال: بازخیز—فاکس قرن بیستم—دین دولین، هارالد کلوزر، رولاند امریش
  - زولندر ۲—پارامونت پیکچرز—استوارت کورنفلد، اسکات رودین، بن استیلر، Clayton Townsend